# ZIM (formato de archivo)

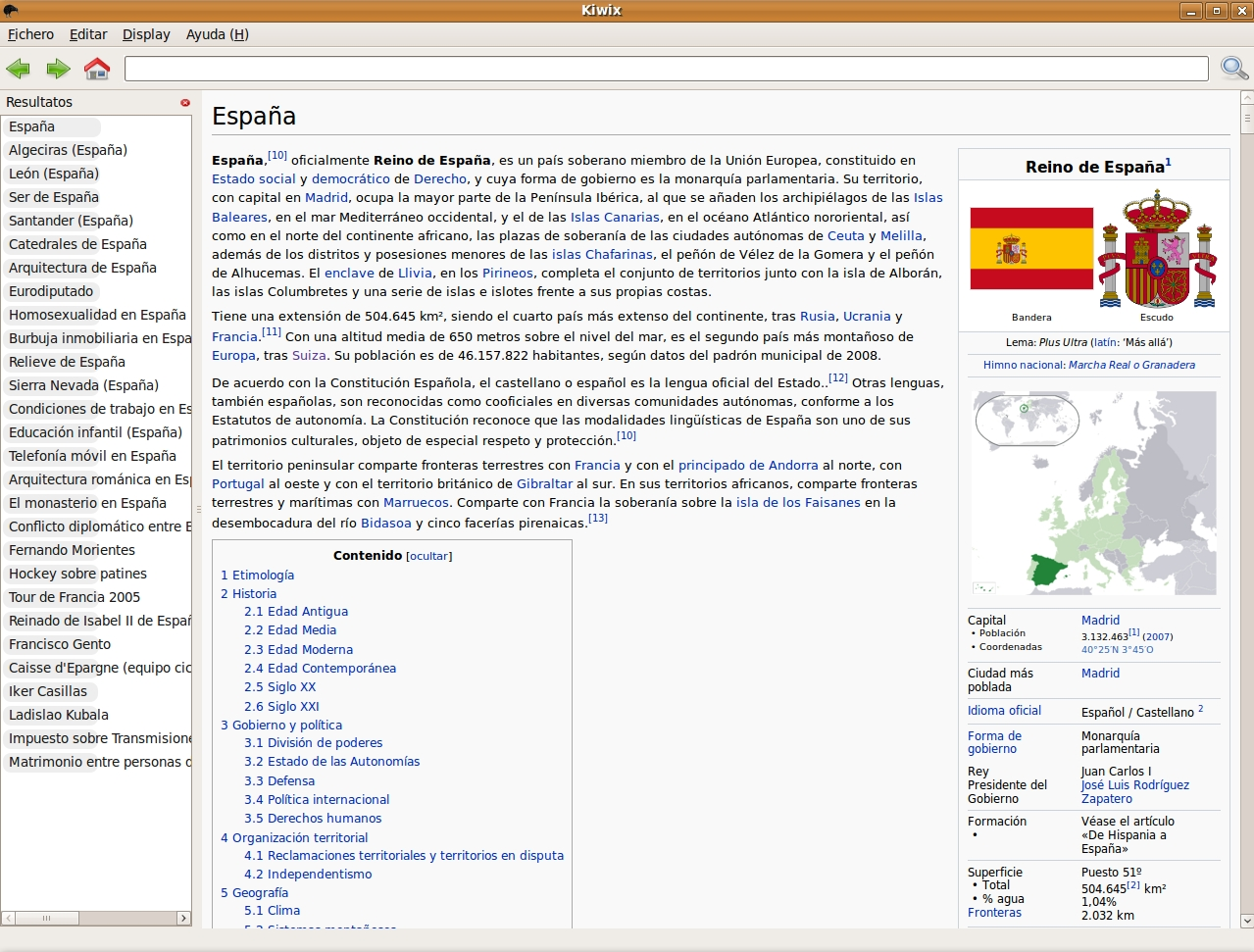
Kiwix es un software gratis que sirve para leer proyectos de Wikimedia sin conexión a internet.

El formato de archivo ZIM (en inglés, Zeno IMprove, en español, Zeno MEjorado) es un formato abierto para almacenar contenido wiki y poder acceder a este sin conexión a internet. Su enfoque principal está en los contenidos de Wikipedia y otros proyectos de Wikimedia. El formato permite la compresión de artículos, cuenta con un índice de búsqueda de texto completo y categorías y el manejo similar a MediaWiki imagen nativa. A diferencia del Wikipedia XML nativo el volcado de la base de datos de todo el archivo es fácilmente indexable y legible usando un programa como Kiwix. El original xml Wikipedia en enero de 2012 contaba con unos 3,8 millones de artículos con imágenes, tenía un tamaño de 7,5 GiB mientras que el archivo ZIM equivalente era de 9.7 GiB (aproximadamente un 30% mayor). Además del formato de archivo abierto, el proyecto openZIM ofrece apoyo a un lector de ZIM de código abierto.
El formato de archivo ZIM reemplaza el formato de archivo anterior Zeno. ZIM es sinónimo de "Zeno mejorado".  El proyecto está patrocinado por openZIM Wikimedia CH y apoyado por la Fundación Wikimedia.